# 野甘草属
野甘草属是車前草科下的一个属，为草本或亚灌木植物，俗称芳香地肤、香地肤、飄香草。该属共有约10种以上，分布于热带美洲。

## 物种
- 匙叶野甘草 Scoparia aemilii：花白色。
- 野甘草 Scoparia dulcis：花白色。
- 椭圆野甘草 Scoparia elliptica：花蓝色。
- 欧石楠野甘草 Scoparia ericacea：花蓝色、紫色或白色。
- 毛野甘草 Scoparia hassleriana：花蓝色或紫色。
- 墨西哥野甘草 Scoparia mexicana：花蓝色或紫色。
- 黄花野甘草 Scoparia montevidensis：花黄色。
- 裸茎野甘草 Scoparia nudicaulis：花白色。
- 五瓣野甘草 Scoparia pentapetala
- 羽裂野甘草 Scoparia pinnatifida：花蓝色或紫色。
- 习见野甘草 Scoparia plebeia：花蓝色或紫色。